# São José do Rio Pardo (kommun)
São José do Rio Pardo är en kommun i Brasilien.   Den ligger i delstaten São Paulo, i den sydöstra delen av landet, 700 km söder om huvudstaden Brasília. Antalet invånare är 51 910.
Följande samhällen finns i São José do Rio Pardo:
- São José do Rio Pardo

Omgivningarna runt São José do Rio Pardo är huvudsakligen savann. Runt São José do Rio Pardo är det ganska tätbefolkat, med 124 invånare per kvadratkilometer.